# Popis najsmrtonosnijih katastrofa u Hrvatskoj
Popis najsmrtonosnijih katastrofa u Hrvatskoj podrazumijeva veće katastrofe i nesreće (ne uključuje ratna, teroristička i druga namjerna djela) koja su se dogodila na hrvatskom tlu, a za posljedicu imala 10 ili više smrtnih žrtava:
- oko 2000 – 5000 – Potres u Dubrovniku 1667., 6. travnja 1667.[1][2]
- 185[a] – Eksplozija u rudniku ugljena u Raši, 28. veljače 1940.[3][4]
- 177[b] – Brodolom Barona Gautscha, 13. kolovoza 1914.[5]
- 176 – Zrakoplovna nesreća pokraj Zagreba 1976., 10. rujna 1976.[6]
- 153 – Željeznička nesreća u Zagrebu (1974.), 30. kolovoza 1974.[7]
- 86 – Eksplozija u rudniku ugljena u Raši, 14. ožujka 1948.[8][9]
- 78 – Zrakoplovna nesreća na Krku 1971., 23. svibnja 1971.[10]
- 52 – Poplava potoka Medveščak, 26. srpnja 1651.[11][12]
- 35 – Zrakoplovna nesreća pokraj Dubrovnika 1996., 3. travnja 1996.[13]
- 29 – Željeznička nesreća kod Kaštel Starog 1966.[14][15]
- 26 – Autobusna nesreća u Bilaju, 28. rujna 1983.[16]
- 21 – Željeznička nesreća kod Plavna 1949., 14. listopada 1949.[17]
- 19 – Mirogojska tramvajska nesreća 1954., 31. listopada 1954.[18]
- 17 – Poplava u Zagrebu 1964., 26. kolovoza 1964.[19]
- 15 – Željeznička nesreća u Sv. Petru u Šumi 1949., 5. kolovoza 1949.[20][21]
- 15 – Zrakoplovna nesreća Junkersa 52 na Risnjaku, 29. lipnja 1951.[22]
- 14 – Autobusna nesreća u Popovcu, 30. rujna 1967.[16]
- 14 – Autobusna nesreća u Pojatnu, 22. rujna 1989.[16]
- 14 – Autobusna nesreća u Gospiću, 7. rujna 2008.[23]
- 12 – Požar na brodu August Cesarec, 18. rujna 1971.[21]
- 12 – Požar na Kornatima, 30. kolovoza 2007.[24]
- 10 – Zrakoplovna nesreća DC-3 na Medvednici, 21. rujna 1950.[22]
- 10 – Autobusna nesreća u Remetincu, 11. studenog 1967.[16]
- 10 – Sudar brodova Aurora i Ilirija, 6. svibnja 1992.[25]

## Fusnote
1. ↑  Izvori navode različite brojke, od 185 do 491. Veće brojke sada su otpisane kao posljedica zbrke nastale tijekom prvih reportaža, gdje su ranjene i hospitalizirane žrtve brojane kao mrtve.
2. ↑  Izvori navode razne brojke, uključujući procjene i od preko 300 žrtava.